# Howitzvej
Howitzvej er en gade på Frederiksberg, der strækker sig over cirka 750 meter. Den forbinder Falkoner Allé og Nordre Fasanvej. 
Gaden blev anlagt omkring 1755 og hed oprindelig "Vejen til Numrene", vejen til de nummererede lodder, og senere Lampevej, men skiftede i 1905 navn til Howitzvej, da gaden som følge af mordet på snedkermester Carl Sørensen fra Vanløse i 1889 havde fået et dårligt ry. Gaden er opkaldt efter Frantz Howitz, der grundlagde gynækologien i Danmark.
På Howitzvej findes en række af Frederiksbergs markante bygningsværker; Retten på Frederiksberg, Solbjerg Kirke, Frederiksberg Brandstation (en), der fortsat anvendes af Hovedstadens Beredskab og det studenterdrevne hus Station, der er indrettet i den tidligere politistation, der som den gamle retsbygning er tegnet af Hack Kampmann. Frederiksberg Arbejderhjem opførte i 1888 etageejendommen ved Howitzvej og Jernbanestien, der er blandt de ældre ejendomme på gaden. Bebyggelsen Andebakkegården,  opført i 1940 i røde sten, tegnet af Ole Falkentorp, ligger mellem Howitzvej og Smallegade, hvor en del af lejlighederne har adressen Ved Andebakken.
Siden 2017 har vejen været delvist ensrettet, hvilket skete i forbindelse med anlæggelsen af en cykelsti.